# Палеолог, Георгий Николаевич
Георгий Николаевич Палеолог (XVIII, Российская империя ― 1869, Российская империя) — подполковник Русской императорской армии, историк, прямой потомок царственного греческого рода Палеологов.
Вместе с А. Сивинисом, под редакцией В. С. Мельницкого, составлял (начиная с V главы) «Историю вмешательства России, Англии и Франции в войну за независимость Греции» (СПб., 1863) и «Исторический очерк народной войны за независимость Греции и восстановление королевства, при вмешательстве великих держав» (СПб., 1867).
Этот последний труд, по смерти В. Мельницкого, Палеолог и Сивинис составляли самостоятельно. В распоряжение авторов был предоставлен вдовой адмирала П. И. Рикорда (деятеля современной эпохи) богатый материал за 1828 и 1829 годы, заключавший в себе обширную переписку политического характера между графом Н. Каподистрией и князем А. Ипсиланти, а также многие исторические документы, до того времени неизвестные и собранные в приложениях к означенному труду.
Опубликовал множество статей в разных периодических изданиях по политико-экономическим вопросам. Горячо отстаивая крестьянскую реформу, был противником фритредерства, доказывая всегда, что для развития русской промышленности необходимы высокие пошлины на иностранные товары, производство которых возможно в самой России.
Дослужился до чина подполковника в одном из гусарских полков, вышел в отставку и умер в бедности в больнице.